# Supercoppa italiana 2021 (pallacanestro maschile)
La Supercoppa italiana 2021, denominata per ragioni di sponsorizzazione Discovery+ Supercoppa 2021, è la 27ª edizione della Supercoppa italiana di pallacanestro maschile, la cui fase finale è stata disputata presso l'Unipol Arena di Casalecchio di Reno.

## Squadre partecipanti
La manifestazione vede la partecipazione di tutte e 16 le squadre iscritte alla stagione 2021-2022, con la formula di una fase a gironi più una fase finale ad eliminazione diretta, disputata tra il 18 e il 21 settembre 2021.
Alla fase finale accedono direttamente le due finaliste della Coppa Italia 2021 (Olimpia Milano e V.L. Pesaro) e le due finaliste dell'edizione precedente del campionato di Serie A (Virtus Bologna e la semifinalista meglio piazzata in stagione regolare: N.B. Brindisi, poiché l'Olimpia Milano, la seconda classificata è già qualificata come vincitrice della Coppa Italia).
Tutte le altre 12 squadre prenderanno parte alla fase di qualificazione che sarà strutturata in quattro gironi da tre squadre ciascuno con partite di andata e ritorno. La composizione dei gironi avviene secondo il criterio del ranking in base alla classifica finale della stagione 2020-2021, ad esclusione delle quattro teste di serie che hanno già diritto di accesso alla fase finale.

## Fase a gironi

### Girone A
| Pos | Squadra                 | G | V | P | PF  | PS  | DP  | Qualificazione               |       | VEN   | REG   | FOR   |
| --- | ----------------------- | - | - | - | --- | --- | --- | ---------------------------- | ----- | ----- | ----- | ----- |
| 1   | Umana Reyer Venezia     | 4 | 4 | 0 | 329 | 281 | +48 | Qualificata alla fase finale |       | —     | 76–73 | 83–70 |
| 2   | UNAHOTELS Reggio Emilia | 4 | 2 | 2 | 302 | 284 | +18 |                              |       | 71–75 | —     | 78–66 |
| 3   | Fortitudo Bologna       | 4 | 0 | 4 | 270 | 336 | −66 |                              | 67–95 | 67–80 | —     |       |

### Girone B
| Pos | Squadra                   | G | V | P | PF  | PS  | DP  | Qualificazione               |       | SAS   | CRE   | VAR   |
| --- | ------------------------- | - | - | - | --- | --- | --- | ---------------------------- | ----- | ----- | ----- | ----- |
| 1   | Banco di Sardegna Sassari | 4 | 4 | 0 | 350 | 304 | +46 | Qualificata alla fase finale |       | —     | 83–74 | 77–61 |
| 2   | Vanoli Cremona            | 4 | 1 | 3 | 319 | 337 | −18 |                              |       | 87–98 | —     | 80–70 |
| 3   | Openjobmetis Varese       | 4 | 1 | 3 | 299 | 327 | −28 |                              | 82–92 | 86–78 | —     |       |

### Girone C
| Pos | Squadra                    | G | V | P | PF  | PS  | DP  | Qualificazione               |       | TRV   | NAP   | BRE   |
| --- | -------------------------- | - | - | - | --- | --- | --- | ---------------------------- | ----- | ----- | ----- | ----- |
| 1   | NutriBullet Treviso Basket | 4 | 4 | 0 | 323 | 296 | +27 | Qualificata alla fase finale |       | —     | 81–74 | 90–86 |
| 2   | Gevi Napoli                | 4 | 1 | 3 | 293 | 307 | −14 |                              |       | 58–68 | —     | 74–81 |
| 3   | Germani Brescia            | 4 | 1 | 3 | 322 | 335 | −13 |                              | 78–84 | 77–87 | —     |       |

### Girone D
| Pos | Squadra                         | G | V | P | PF  | PS  | DP  | Qualificazione               |       | TOR   | TRS   | TNT   |
| --- | ------------------------------- | - | - | - | --- | --- | --- | ---------------------------- | ----- | ----- | ----- | ----- |
| 1   | Bertram Derthona Basket Tortona | 4 | 4 | 0 | 336 | 285 | +51 | Qualificata alla fase finale |       | —     | 91–76 | 81–72 |
| 2   | Allianz Pallacanestro Trieste   | 4 | 2 | 2 | 326 | 345 | −19 |                              |       | 73–89 | —     | 83–82 |
| 3   | Dolomiti Energia Trento         | 4 | 0 | 4 | 301 | 333 | −32 |                              | 64–75 | 83–94 | —     |       |

## Fase ad eliminazione diretta

### Tabellone
|  | Quarti di finale | Quarti di finale | Quarti di finale |                |                | Semifinale     | Semifinale | Semifinale |  |  | Finale | Finale | Finale |  |
|  |                  |                  |                  |                |                |                |            |            |  |  |        |        |        |  |
|  | N.B. Brindisi    | N.B. Brindisi    | 76               |                |                |                |            |            |  |  |        |        |        |  |
|  | N.B. Brindisi    | N.B. Brindisi    | 76               |                |                |                |            |            |  |  |        |        |        |  |
|  | Dinamo Sassari   | Dinamo Sassari   | 66               |                |                |                |            |            |  |  |        |        |        |  |
|  | Dinamo Sassari   | Dinamo Sassari   | 66               |                | Olimpia Milano | Olimpia Milano | 72         |            |  |  |        |        |        |  |
|  |                  |                  |                  |                | Olimpia Milano | Olimpia Milano | 72         |            |  |  |        |        |        |  |
|  |                  |                  | N.B. Brindisi    | N.B. Brindisi  | 67             |                |            |            |  |  |        |        |        |  |
|  | Olimpia Milano   | Olimpia Milano   | N.B. Brindisi    | N.B. Brindisi  | 67             | 108            |            |            |  |  |        |        |        |  |
|  | Olimpia Milano   | Olimpia Milano   |                  |                |                |                |            |            |  |  |        |        |        |  |
|  | Universo Treviso | Universo Treviso | 60               |                |                |                |            |            |  |  |        |        |        |  |
|  | Universo Treviso | Universo Treviso | 60               |                | Olimpia Milano | Olimpia Milano | 84         |            |  |  |        |        |        |  |
|  |                  |                  |                  |                |                |                |            |            |  |  |        |        |        |  |
|  |                  |                  | Virtus Bologna   | Virtus Bologna | 90             |                |            |            |  |  |        |        |        |  |
|  | V.L. Pesaro      | V.L. Pesaro      | Virtus Bologna   | Virtus Bologna | 90             | 51             |            |            |  |  |        |        |        |  |
|  | V.L. Pesaro      | V.L. Pesaro      |                  |                |                |                |            |            |  |  |        |        |        |  |
|  | Reyer Venezia    | Reyer Venezia    | 83               |                |                |                |            |            |  |  |        |        |        |  |
|  | Reyer Venezia    | Reyer Venezia    | 83               |                | Reyer Venezia  | Reyer Venezia  | 71         |            |  |  |        |        |        |  |
|  |                  |                  |                  |                | Reyer Venezia  | Reyer Venezia  | 71         |            |  |  |        |        |        |  |
|  |                  |                  | Virtus Bologna   | Virtus Bologna | 72             |                |            |            |  |  |        |        |        |  |
|  | Virtus Bologna   | Virtus Bologna   | Virtus Bologna   | Virtus Bologna | 72             | 74             |            |            |  |  |        |        |        |  |
|  | Virtus Bologna   | Virtus Bologna   |                  |                |                |                |            |            |  |  |        |        |        |  |
|  | Derthona Basket  | Derthona Basket  | 66               |                |                |                |            |            |  |  |        |        |        |  |

### Quarti di finale
| Arbitri: | Lo Guzzo (Catanzaro) Rossi (Anghiari) Borgioni (Roma) |

|              |            |                    |
| Drell 9      | Punti      | 20 Sanders         |
| Sanford 8    | Assist     | 6 De Nicolao       |
| Camara 11    | Rimbalzi   | 7 Phillip          |
| Aza Petrović | Allenatori | Walter De Raffaele |

| Arbitri: | Lanzarini (Bologna) Vicino (Bologna) Quarta (Torino) |

|                   |            |                     |
| N. Perkins 21     | Punti      | 17 Bendžius         |
| J. Perkins 3      | Assist     | 5 Burnell           |
| N. Perkins 10     | Rimbalzi   | 6 Bendzius, Burnell |
| Francesco Vitucci | Allenatori | Demis Cavina        |

| Arbitri: | Sahin (Messina) Giovannetti (Papigno) Paglialunga (Taranto) |

|                |            |                      |
| Alviti 18      | Punti      | 16 Bortolani         |
| Delaney 4      | Assist     | 3 Jones              |
| Mītoglou 11    | Rimbalzi   | 5 Poser              |
| Ettore Messina | Allenatori | Massimiliano Menetti |

| Arbitri: | Mazzoni (Grosseto) Martolini (Roma) Borgo (Grumolo delle Abbadesse) |

|                 |            |                 |
| Hervey 18       | Punti      | 19 Daum         |
| Pajola 4        | Assist     | 9 Wright        |
| Hervey 18       | Rimbalzi   | 7 Filloy        |
| Sergio Scariolo | Allenatori | Marco Ramondino |

### Semifinali
| Arbitri: | Baldini Attard Mazzoni |

|                           |            |                      |
| J. Perkins, N. Perkins 16 | Punti      | 13 Mītoglou          |
| J. Perkins 4              | Assist     | 3 Rodríguez, Shields |
| J. Perkins, N. Perkins 7  | Rimbalzi   | 8 Hines              |
| Francesco Vitucci         | Allenatori | Ettore Messina       |

| Arbitri: | Bartoli Begnis (Crema) Grigioni |

|                     |            |                 |
| Tonut 16            | Punti      | 17 Hervey       |
| De Nicolao, Tonut 4 | Assist     | 8 Teodosić      |
| Tonut 9             | Rimbalzi   | 9 Hervey        |
| Walter De Raffaele  | Allenatori | Sergio Scariolo |

### Finale
| Arbitri: | Lanzarini Rossi Giovannetti |

| |            | |
| Shields 19 | Punti      | 18 Jaiteh |
| Delaney, Rodríguez 5 | Assist     | 7 Pajola |
| Melli 10 | Rimbalzi   | 9 Jaiteh |
| 9 Melli• 23 Delaney• 31 Shields• 42 Hines• 70 Datome 13 Rodríguez• 17 Ricci• 19 Biligha• 21 Moraschini• 22 Hall• 24 Mītoglou• 40 Alviti | Formazioni | 3 Belinelli• 6 Pajola• 8 Hervey• 14 Jaiteh• 34 Weems 0 Tessitori• 7 Alibegović• 11 Ruzzier• 15 Alexander• 20 Barbieri• 44 Teodosić• 55 Abass |
| Ettore Messina | Allenatori | Sergio Scariolo |